# Route du Parc
La route du Parc est une voie située dans le 12e arrondissement de Paris, en France.

## Origine du nom

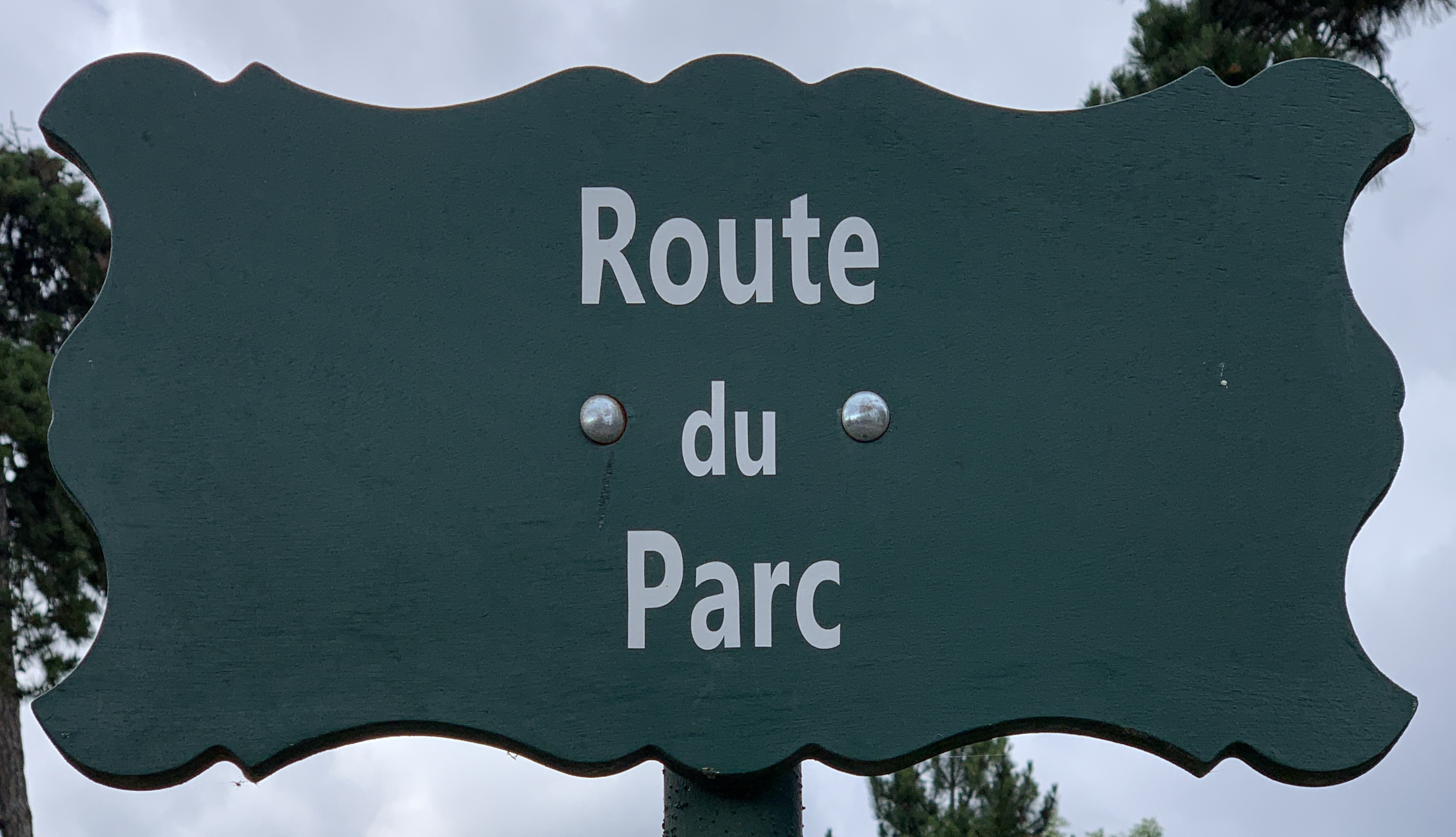
Plaque de la route.